# Штемпель, Михаил Иванович
Барон Михаил Иванович фон Штемпель (1870 — не ранее 1940) — герой Первой мировой войны, участник Белого движения, одесский градоначальник (1919), генерал-майор.

## Биография
Православный. Происходил из старинного остзейского рода.
Окончил Симбирский кадетский корпус (1889) и 2-е военное Константиновское училище (1891), откуда выпущен подпоручиком в 5-ю резервную артиллерийскую бригаду. Произведен в поручики 25 июля 1895 года, в штабс-капитаны — 13 июля 1897 года. 11 декабря 1903 года переведен в 35-ю артиллерийскую бригаду. Произведен в капитаны 29 августа 1904 года.
Участвовал в русско-японской войне, был контужен. Окончил Офицерскую артиллерийскую школу «успешно». 1 октября 1905 года переведен в 4-й Сибирский артиллерийский парк, а 12 октября 1906 года — обратно в 35-ю артиллерийскую бригаду. 4 августа 1910 года произведен в подполковники в сравнение с сверстниками, с назначением командиром 3-й батареи 42-й артиллерийской бригады.
19 февраля 1914 года назначен командиром 1-й батареи Гренадерского мортирного артиллерийского дивизиона, с которым и вступил в Первую мировую войну. Произведен в полковники 2 ноября 1914 года «за отличия в делах против неприятеля». Пожалован Георгиевским оружием
За то, что 9 и 10 ноября 1914 года, находясь в положении исключительной опасности в сфере действительного ружейного огня, корректировал стрельбу батарей и метким огнем отбил атаку неприятельской пехоты на д. Клекоты.
21 января 1915 года отчислен от должности с назначением в резерв чинов при штабе Киевского военного округа. 6 октября 1915 года назначен командиром 1-го дивизиона 2-й запасной артиллерийской бригады, а 28 февраля 1916 года — командиром 14-й парковой артиллерийской бригады. В 1917 году — командир 36-го отдельного тяжелого артиллерийского дивизиона.
В Гражданскую войну участвовал в Белом движении в составе Добровольческой армии и Вооруженных сил Юга России. В мае 1918 года организовывал отправку офицеров в Добровольческую армию из Таганрога. В 1919 году был назначен одесским градоначальником и произведен в генерал-майоры.
В эмиграции в Югославии. Жил в Белграде, состоял членом Общества офицеров-артиллеристов. Умер не ранее 1940 года. 
Супруга — Елизавета Федотовна Пащеева (1871—?).
Дети: 
- Мария (1895—1977, Окленд, Новая Зеландия), муж — Пахомов Евгений Павлович (1891—1958).  Дочь — Наталья (1923—1992).
- Георгий (1896—1937, Черногория) капитан пехотных войск Русской Армии. После революции — в эмиграции. Похоронен на военном кладбище в Шкаляри (Котор, Черногория).
- Александра (в замужестве — Суворина; 1898—?)
- Петр (1901—?)
- Варвара (в замужестве — Шляпина; 1907—?).

## Награды
- Орден Святого Станислава 3-й ст. (ВП 26.02.1899)
- Орден Святой Анны 3-й ст. с мечами и бантом (ВП 11.08.1905)
- Орден Святого Станислава 2-й ст. с мечами (ВП 12.02.1906)
- Орден Святой Анны 2-й ст. с мечами (ВП 8.03.1906)
- Орден Святого Владимира 4-й ст. (ВП 10.05.1912)
- мечи и бант к ордену Св. Владимира 4-й ст. (ВП 9.11.1914)
- Георгиевское оружие (ВП 5.05.1915)
- Орден Святой Анны 4-й ст. с надписью «за храбрость» (ВП 2.09.1915)